# Ervige
Ervige, Erwige, Erwich ou Herwig (en latin (Flavius) Ervigius, en espagnol (Flavio) Ervigio), né après 642 et mort en 687, est un roi wisigoth d'Hispanie et de Septimanie de 680 à 687. Sous son règne, la décadence de la monarchie wisigothique s'accéléra.

## Biographie

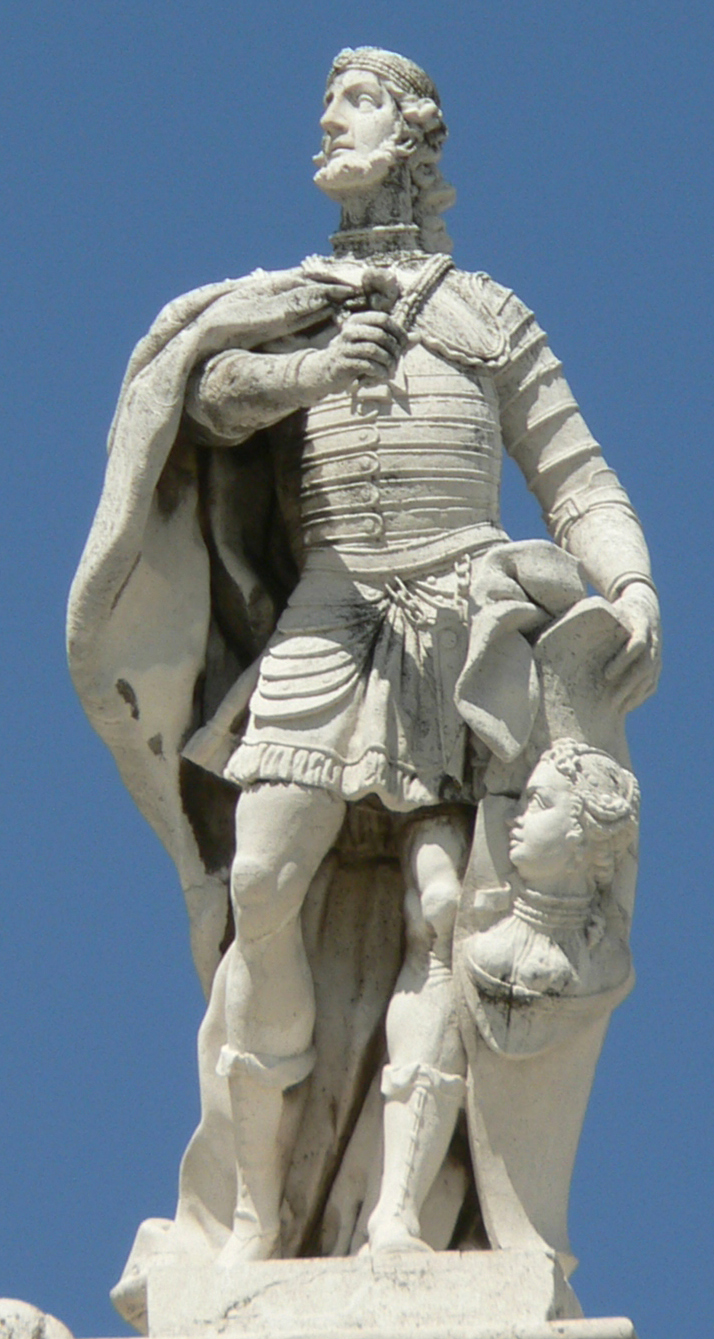
Statue du roi Ervige à Madrid, par Alejandro Carnicero, 1750–1753.

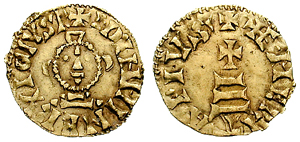
Monnaie en or du roi Ervige frappée à Emerita Augusta (ID IN M N ERVIGIVS RX et EMERITA PIVS).

Comte lié à la famille du roi Chindaswinthe et marié à une fille du roi Swinthila, Liubigotona, il supplanta en 680 le vieux roi Wamba devenu notamment impopulaire à cause de ses réformes militaires et religieuses. Wamba prit l'habit monacal alors qu'il se croyait sur le point de mourir, et on le contraignit à abdiquer et à entrer dans un monastère alors qu'il s'était rétabli. Il fit d'Ervige son successeur et ce dernier fut sacré à Tolède le 31 octobre 680. Par la suite, au IXe siècle, des légendes attribuèrent à Ervige l'empoisonnement du roi, que ses partisans poussèrent à faire repentance tandis que ceux d'Ervige le faisaient monter sur le trône. Les évêques du XIIe concile de Tolède qu'Ervige inaugura le 9 janvier 681 attestèrent que les documents par lesquels Wamba renonçait au trône et confirmait Ervige comme son héritier furent authentiques et portèrent bien sa signature. Pourtant, certains historiens ont vu dans la rapidité du sacre d'Ervige après que le roi eut reçu les derniers sacrements la preuve d'une intrigue de palais bien préparée.
Ervige commença son règne au milieu des doutes concernant la façon dont il était monté sur le trône. Probablement, comme il se sentait peu sûr de lui, nobles et évêques en profitèrent. Le nouveau roi favorisa ceux qui avaient été écartés au temps de Wamba. Après le XIIe concile, un XIIIe (683) et un XIVe (684) se succèdèrent rapidement. Ils confirmèrent une deuxième fois la légitimité d'Ervige et promulguèrent un grand nombre de lois pour protéger la vie et le règne du roi et de sa famille, sans oublier son épouse, la reine Liubagotona. Selon Henri Leclercq, « le règne d'Ervige avait mis à nu l'irrémédiable faiblesse de la monarchie wisigothique qui reposait désormais sur le fondement tout artificiel des synodes nationaux de Tolède dont la convocation prenait l'apparence d'une institution d'état ».
Ervige publia également vingt-huit lois contre les Juifs avec l'appui du XIIe concile. En personne, il fit savoir au concile son désir de revenir à la législation du règne de Sisebut, bien qu'il fût un peu plus indulgent et opposé à la peine capitale. Ces lois font partie d'une version révisée et développée du Liber Iudiciorum qui porte le nom d'Ervige. Le roi ordonna aux Juifs du royaume d'abjurer leur foi sous peine de confiscation de leurs biens et de leur expulsion d'Espagne. Toutes les lois concernant les Juifs sont attribuées à l'influence de leur ennemi fanatique, l'archevêque de Tolède Julien de Tolède. Quand le code d'Ervige fut promulgué en novembre 681, il ajouta encore six de ses propres nouvelles lois et trois lois de Wamba, plus quatre-vingts lois de Réceswinthe révisées. Il n'y a aucune preuve, pourtant, que le code d'Ervige ait « remplacé » celui de Réceswinthe et des manuscrits de l'un et de l'autre continuèrent à être copiés et vendus.
Pour se protéger des ambitions des grands nobles, il créa une garde de bucellaires (les gardingi), à l'origine de la vassalité dans le nord de la péninsule Ibérique, notamment en Castille.
Après être tombé sérieusement malade, Ervige proclama le 14 novembre 687 son gendre Égica, le mari de sa fille Cixilo, comme son héritier et le jour suivant prit sa retraite dans un monastère comme pénitent, après avoir donné congé à sa cour pour qu'elle retourna à Tolède avec Égica qui devait être sacré et couronné.

## Famille

### Descendance
Il serait le père du duc Pierre de Cantabrie, lui-même père du roi Alphonse Ier des Asturies mais des historiens modernes remettent en cause cette théorie.

### Ascendance
Selon la Chronique d'Albelda (IXe siècle), il est le fils d'un certain Ardabast, un aristocrate byzantin qui était venu de Constantinople en Hispanie durant le règne du roi Chindaswinthe (642–653), dont il avait épousé la nièce. Selon l'historien espagnol Luis de Salazar y Castro (es), Ardabast était le fils d'Athanagilde, fils du prince wisigoth Herménégilde et de la princesse franque Ingonde, et d'une certaine Flavia Juliana, nièce de l'empereur byzantin Maurice. Par son père, Ervige serait donc le descendant direct du roi Léovigilde (568–586).
Cependant, Christian Settipani propose de voir en la mère d'Ardabast une princesse issue d'une branche réfugiée à Byzance de la famille Mamikonian, parmi lesquels le prénom Artabastos (ou son équivalent arménien Artavazd) est répandu. Mais il existe un empereur byzantin du nom de Bardanès Philippicos, d'origine arménienne, dont le premier prénom indique une probable appartenance à la famille Mamikonian et le second prénom une parenté avec le général byzantin Philippicos, beau-frère de l'empereur Maurice.

#### Sources anciennes
- Chronique d'Alphonse III dite Ad Sebastianum (lire en ligne).

#### Sources modernes
- (en) Roger Collins, Visigothic Spain, 409–711, Oxford, Blackwell Publishing, 2004.
- (en) Edward Arthur Thompson, The Goths in Spain, Oxford, Clarendon Press, 1969.
- Jules Tailhan, « Ervige », Anonyme de Cordoue. Chronique rimée des derniers rois de Tolède et de la conquête d'Espagne par les Arabes, éd. et annotée par Jules Tailhan, Paris, 1885, p. 117 (lire en ligne).
- Henri Leclercq, L'Espagne chrétienne, V. Lecoffre, 1906.
- Jean Juster, La condition légale des juifs sous les rois visigoths, Paris, Greuthner, 1912.